# Colombier-le-Cardinal
Colombier-le-Cardinal ist eine südfranzösische Gemeinde mit 335 Einwohnern (Stand 1. Januar 2022) im Département Ardèche.

## Lage
Colombier-le-Cardinal liegt im Rhone-Tal etwa 71 Kilometer (Fahrtstrecke) südlich von Lyon bzw. circa 105 Kilometer westlich von Grenoble in einer Höhe von ca. 375 m ü. d. M. Das Klima ist gemäßigt; Regen fällt verteilt über das ganze Jahr.

## Bevölkerungsentwicklung
| Jahr                       | 1800 | 1851 | 1901 | 1954 | 1999 | 2014 |
| Einwohner                  | 312  | 359  | 200  | 176  | 229  | 271  |
| Quellen: Cassini und INSEE |      |      |      |      |      |      |

Der kontinuierliche Rückgang der Einwohnerzahlen seit der Mitte des 19. Jahrhunderts ist im Wesentlichen auf die Mechanisierung der Landwirtschaft und den damit einhergehenden Verlust an Arbeitsplätzen zurückzuführen. Wegen der Nähe zur Stadt Annonay ist die Bevölkerung seit den 1990er Jahren wieder leicht angewachsen.

## Wirtschaft
Traditionell lebte die Bevölkerung von Feldbau, zu der auch der Weinbau gehörte, und ein wenig Viehzucht. Heute fahren viele zur Arbeit nach Annonay. Der auf dem Gemeindegebiet produzierte Wein wird unter den Appellationen Ardèche, Comtés Rhodaniens etc. vermarktet.

## Geschichte
Der Ort trägt den Namen der Familie Colombier, die im 13./14. Jahrhundert in der Region eine bedeutsame Rolle spielte. Eines der Familienmitglieder gründete ein Kloster, welches später erweitert und dem Orden der
Zölestinerinnen zugewiesen wurde. Im Jahr 1778 wurde es geschlossen.

## Sehenswürdigkeiten
- Das um 1675 umgebaute und vergrößerte Kloster steht am westlichen Ortsrand; es ist jedoch unvollendet geblieben. Seine geradlinige und schmucklose Architektur orientiert sich am spanischen Escorial, dessen Stil die Klosterarchitektur ganz Europas beeinflusste. Der Klosterbau wurde bereits im Jahr 1927 zum Monument historique[3] erklärt; er befindet sich heute in Privatbesitz.
- Die außen wie innen schlichte Pfarrkirche Notre-Dame de l’Assomption entstand im Jahr 1872.